# Hoplopleura misionalis
Hoplopleura misionalis är en insektsart som beskrevs av Castro 1988. Hoplopleura misionalis ingår i släktet Hoplopleura och familjen gnagarlöss. Inga underarter finns listade i Catalogue of Life.